# Mogami (rzeka)
Mogami (jap. 最上川 Mogami-gawa) – rzeka w Japonii, w prefekturze Yamagata.

## Położenie
Rzeka Mogami ma długość 224 km, a powierzchnia jej dorzecza wynosi 7040 km². Jest jedną z trzech najbardziej wartkich rzek w Japonii obok Fuji i Kuma.
Rzeka bierze swój początek na południu prefektury Yamagata. Płynie na północ, by w okolicach miasta Shinjō zmienić swój bieg w kierunku zachodnim. Uchodzi do Morza Japońskiego w mieście Sakata. Niegdyś rzeką przewożono lokalne produkty, takie jak ryż i krokosz, które trafiały głównie do regionu Kansai.

## Odniesienia kulturowe
Rzeka Mogami pojawia się jako uta-makura (tu: miejsce słynne w poezji). Jeden z najbardziej znanych japońskich poetów Bashō Matsuo (1644–1694) skomponował kilka hokku („strofa rozpoczynająca” „pieśni łączonej” o nazwie renga; z hokku powstało haiku) dotyczących rzeki podczas swoich podróży wzdłuż jej brzegu.
Japońska Marynarka Wojenna posiadała w swej historii dwa krążowniki o nazwie Mogami.

## Zdjęcia

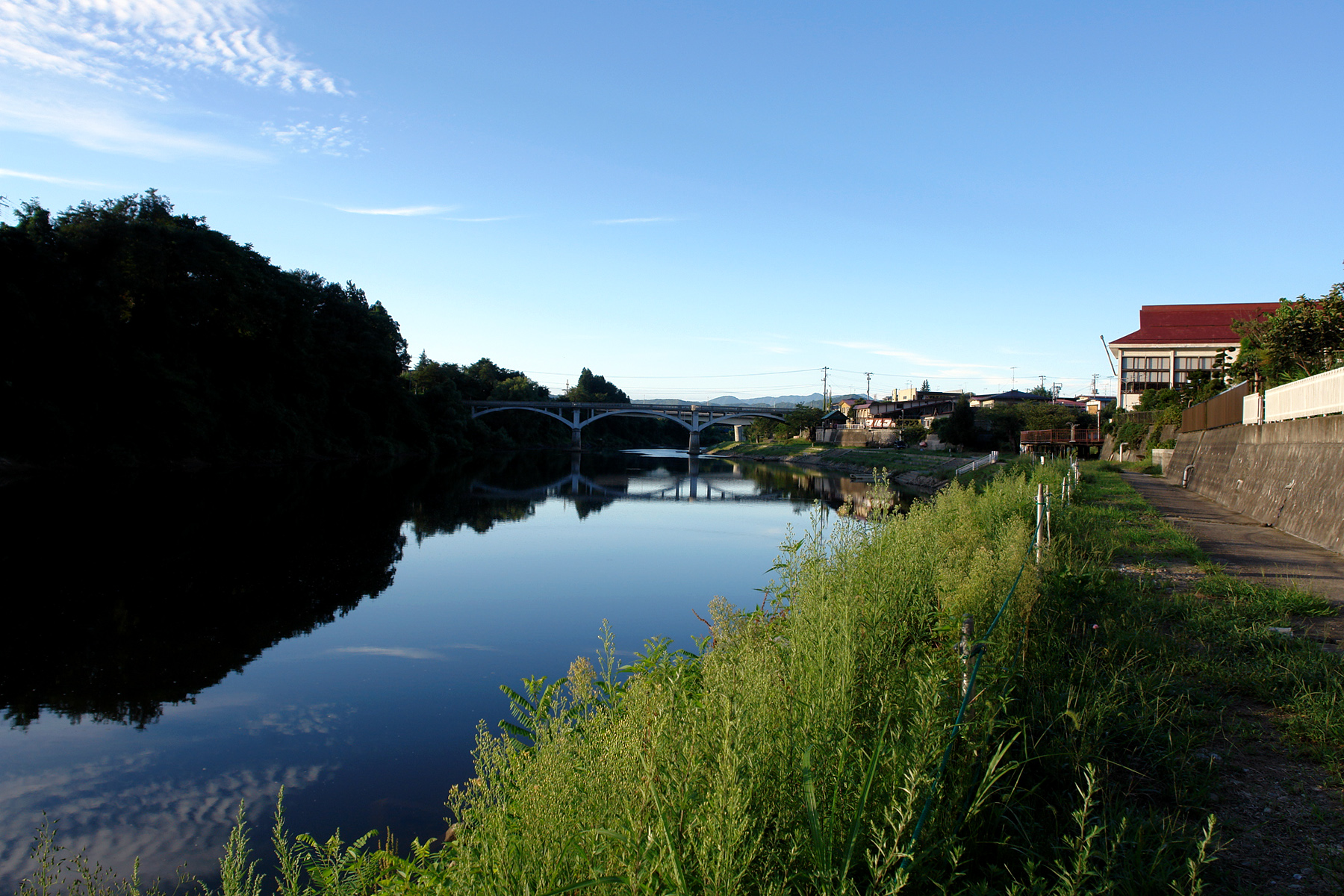
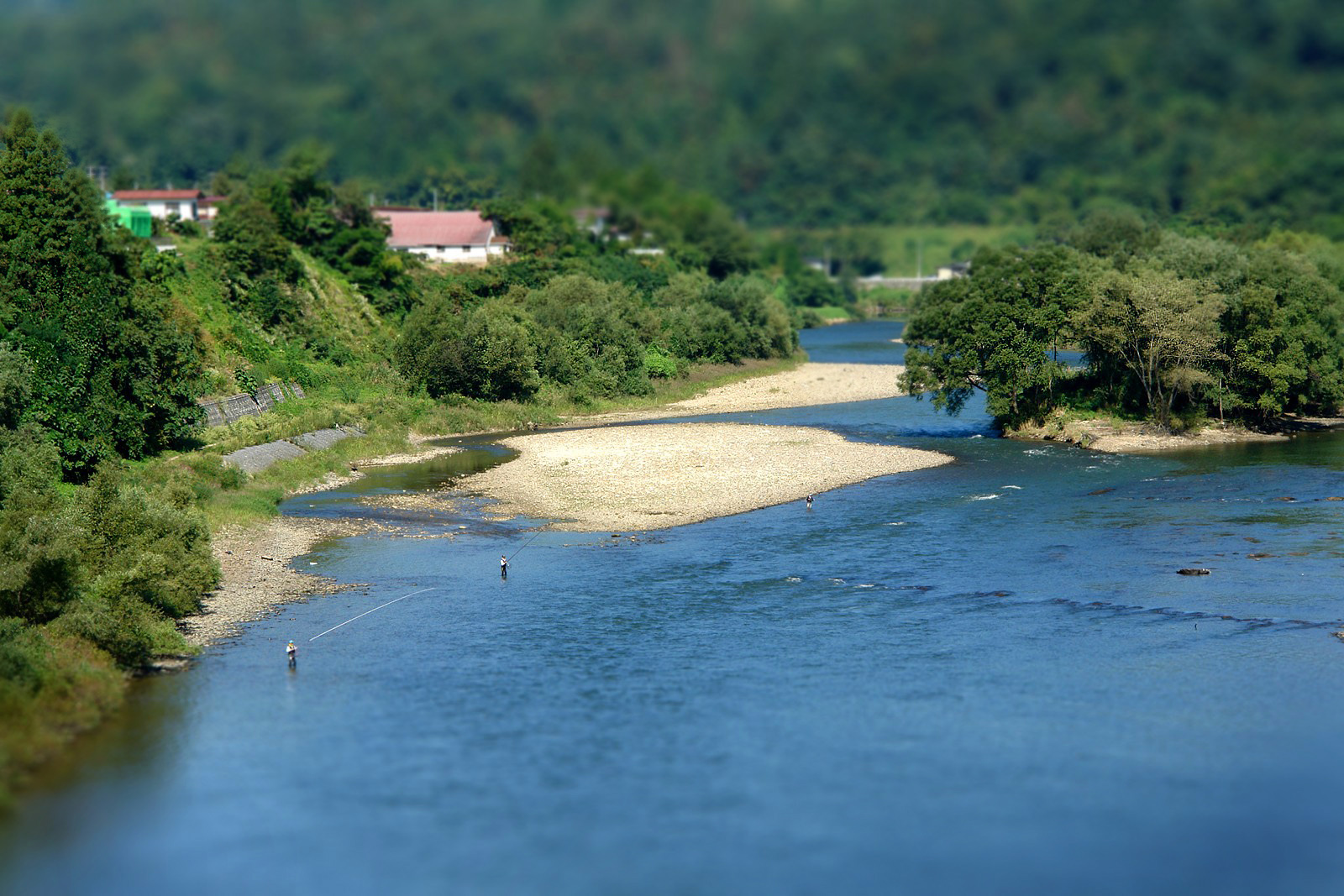
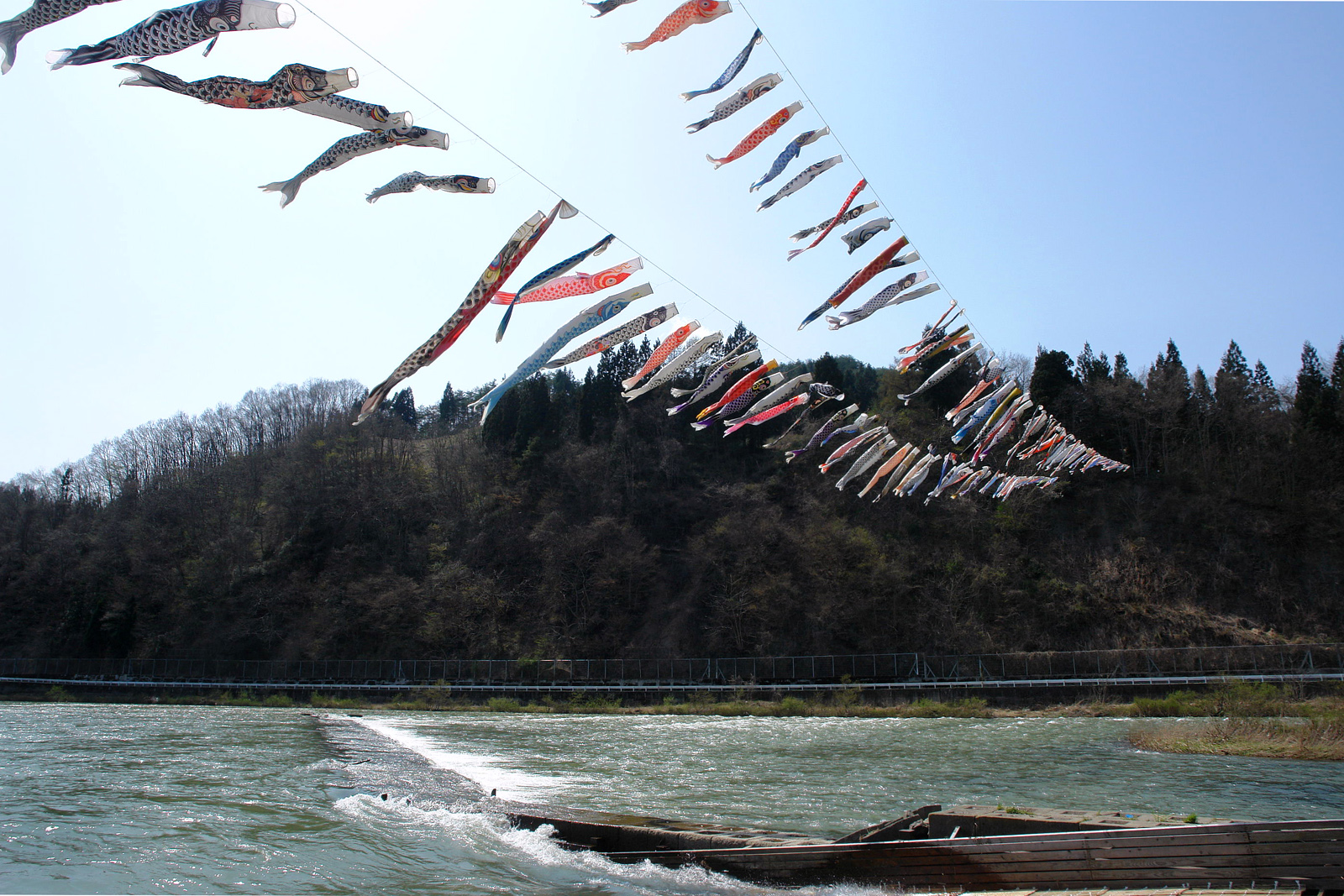
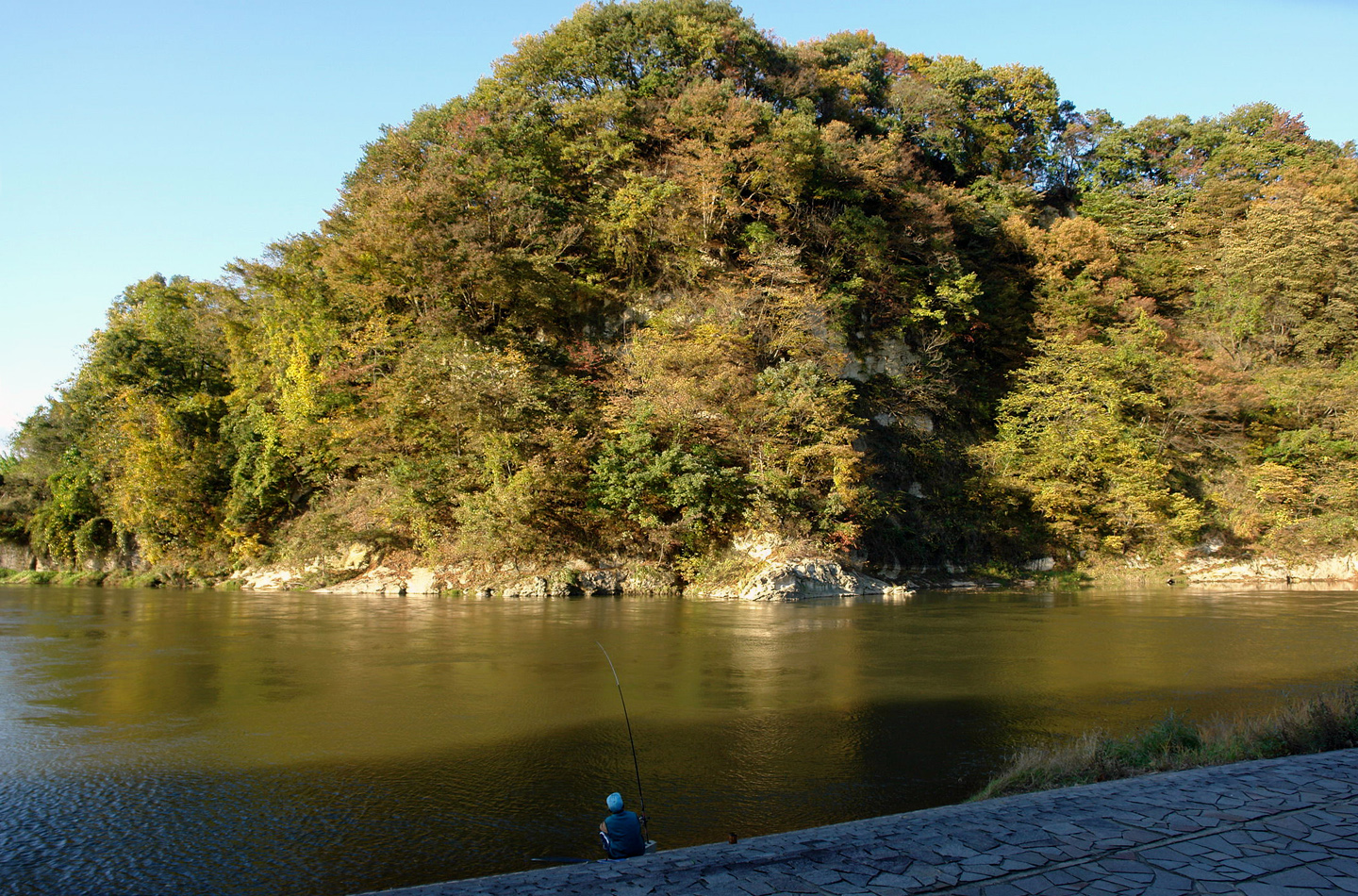
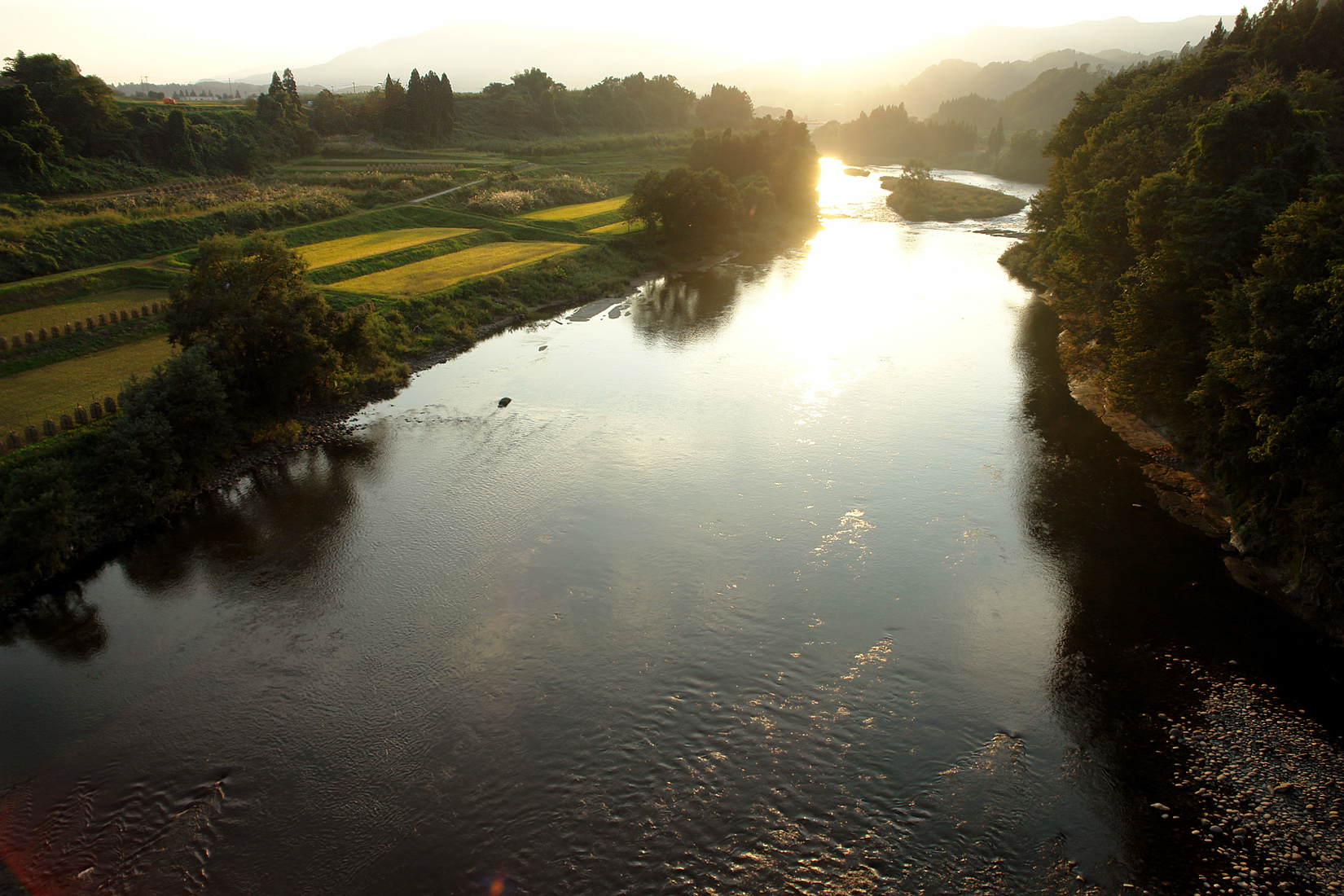
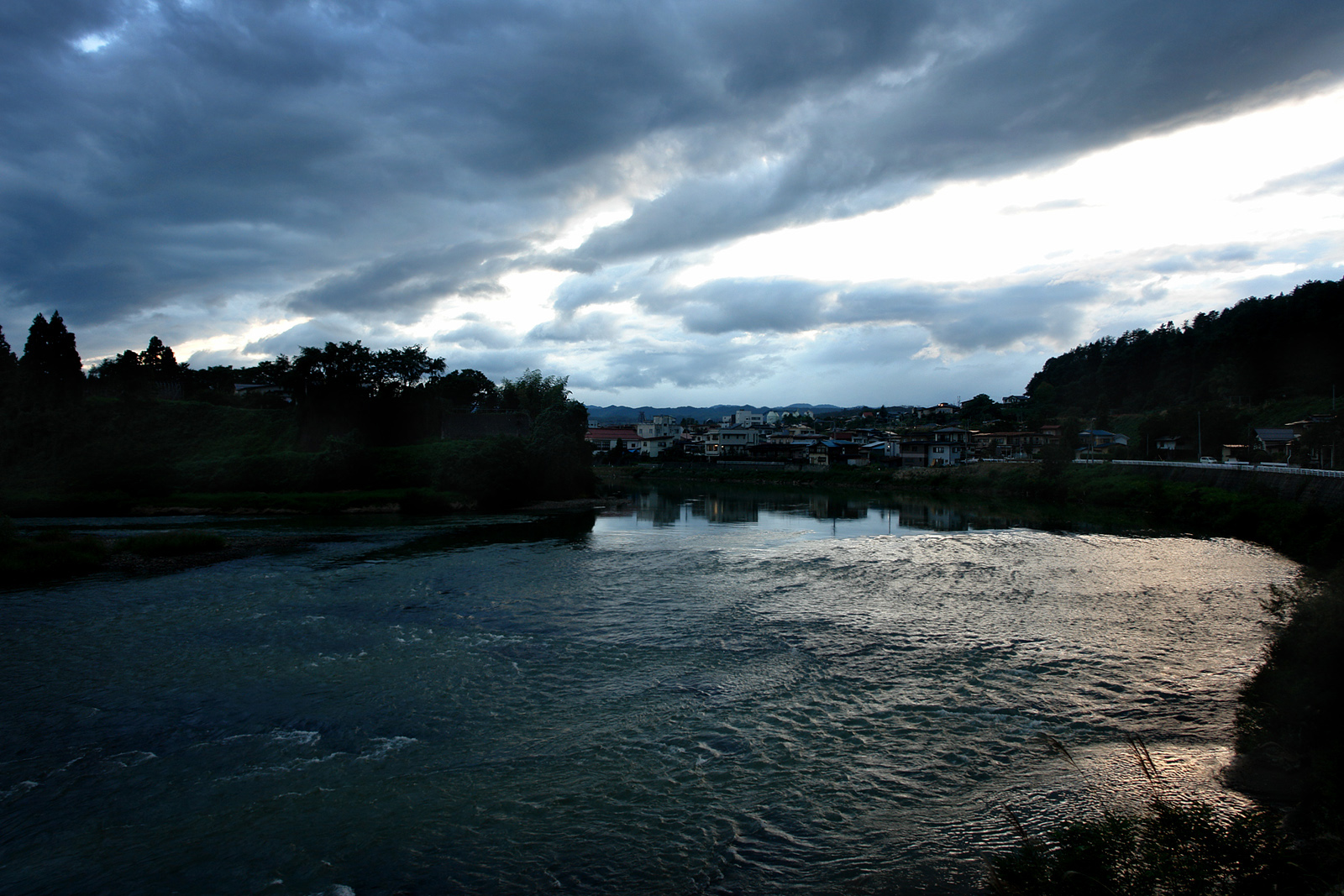